# Max Tank
Max Tank (9 de agosto de 2002) es un deportista de Alemania que compite en atletismo. Ganó una medalla de bronce en el Campeonato Europeo de Atletismo Sub-20 de 2021, en la prueba de 4 × 400 m.